# Terento
Terento (Terenten in tedesco) è un comune italiano di 1 819 abitanti della provincia autonoma di Bolzano in Trentino-Alto Adige.

## Geografia fisica
È situato a 1210 m s.l.m. sul versante soleggiato della Val Pusteria, su di un altipiano a est della Val di Fundres (Pfunderer Tal).
Il collegamento verso Bressanone (a ovest) avviene raggiungendo Vandoies il fondovalle.
Il capoluogo di valle (Brunico, a est) può essere raggiunto percorrendo la "strada del sole" (Sonnenstraße) che attraversa l'abitato di Falzes e termina a nord di Brunico, all'inizio della Val di Tures, oppure scendendo in Val Pusteria verso Chienes.

## Origini del nome

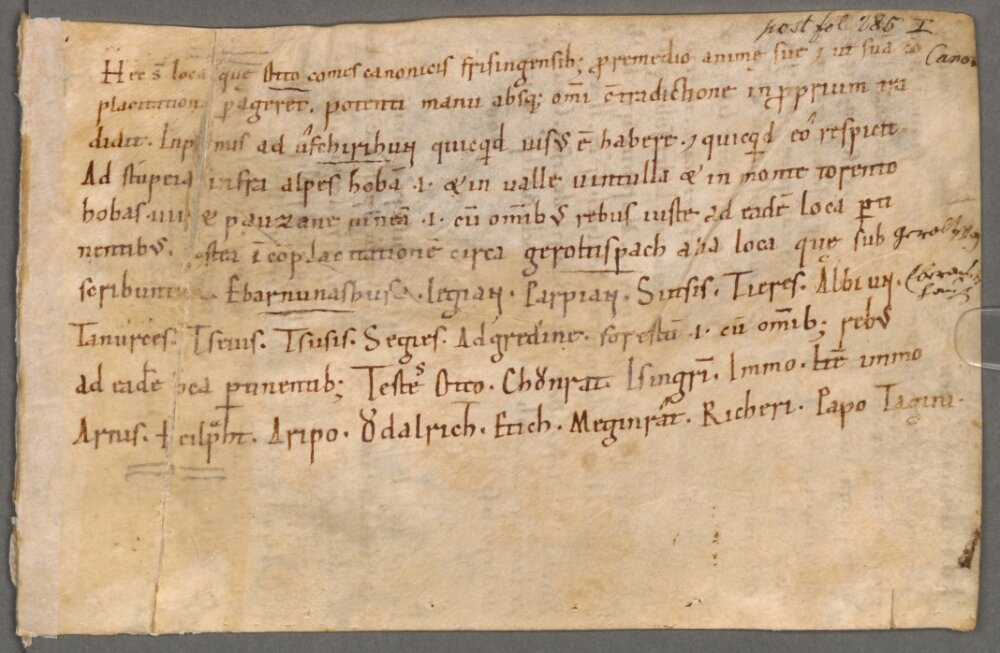
Prima attestazione documentale di Terento negli atti della chiesa vescovile di Frisinga, attorno al 1000

Il toponimo è attestato nel 993/94–1005 nel Codex traditionum del vescovo di Frisinga come "in monte Tôrento" e nel 1295 come "Toerenten" e deriva forse dal latino torrens ("torrente").
Le frazioni di Colli (Pichlern) e Pino (Pein) sono attestate nel 1050 come "Hovarun" e nel 1500 come "Hoffern", ovvero nel 1235 come "Punawe" e nel 1329 come "Pein".

## Storia
Se il paese geograficamente fa parte della Val Pusteria, ecclesiasticamente è da sempre connessa alla parrocchia di Rodengo che è l'ultimo lembo della Valle Isarco.

### Stemma
Lo stemma raffigura un aratro nero in campo rosso; è il simbolo dell'attività agricola del luogo. Lo stemma è stato adottato nel 1969.

### Energie rinnovabili
Il paese è molto attivo nell'utilizzo delle fonti rinnovabili e nel 2011, assieme a Prato allo Stelvio e Torre San Giorgio, si aggiudica fra più di 3000 comuni partecipanti nella categoria dei piccoli comuni (fino a 5 000 abitanti), il premio nazionale del "Campionato solare" indetto da Legambiente.

## Monumenti e luoghi d'interesse

### Architetture religiose
- Chiesa di San Giorgio, parrocchiale, risalente al XII secolo.
- Chiesetta dedicata a San Zeno presso Pino (St. Zeno in Pein).

### Architetture militari
- Castello Aschburg, allo stato di rovine, proprietà della casata dei Schöneck

### Architetture civili
- Sentiero dei Mulini (Mühlenlehrpfad), che presenta numerosi mulini ad acqua, alcuni dei quali parzialmente funzionanti durante l'anno

### Siti naturali
- Piramidi di terra nella valle dei Mulini

## Società

### Ripartizione linguistica
La sua popolazione è per la quasi totalità di madrelingua tedesca:
| %      | Ripartizione linguistica (gruppi principali) |
| ------ | -------------------------------------------- |
| 99,05% | madrelingua tedesca                          |
| 0,71%  | madrelingua italiana                         |
| 0,24%  | madrelingua ladina                           |

### Evoluzione demografica
Abitanti censiti

## Geografia antropica

### Frazioni
Terento ha una sola frazione ufficiale, Colli in Pusteria (Pichlern), mentre altre località minori sono Marga (Margen) e Pino (Pein), quest'ultima con una graziosa chiesetta dedicata a San Zeno (St. Zien in Pein).

## Amministrazione
| Periodo | Periodo   | Primo cittadino       | Partito | Carica  | Note |
| ------- | --------- | --------------------- | ------- | ------- | ---- |
| 2005    | 2009      | Josef Weger           | SVP     | Sindaco |      |
| 2009    | 2010      | Walter Unterpertinger | SVP     | Sindaco |      |
| 2010    | 2015      | Manfred Schmid        | SVP     | Sindaco |      |
| 2015    | in carica | Reinhold Weger        | SVP     | Sindaco |      |